# Paul Brunton
Paul Brunton, pseudonym för Raphael Hurst, född i London 21 oktober 1898, död i Vevey, Schweiz 27 juni 1981, var en brittisk journalist, filosof och mystiker. Brunton skrev en rad böcker om meditation och andligt sökande varav flertalet utgivna på svenska, till exempel Den hemliga vägen och Den inre verkligheten. Postumt har utgivits The Notebooks of Paul Brunton i 16 volymer.